# Família Flumignano
A Família Flumignano é uma extensa família ítalo-brasileira que dá origem a diversos sobrenomes: Flamínio, Flamínia, Flaminiano, Flamignano, Flumignano, Flumignani, Flumignan, Fluminhan, Flumiano, Flumiani, Flumian.

## Descendência
A família Flumignano descende dos Flamínios, família de grande influência política na República Romana. Seu expoente máximo na época foi Caio Flamínio, que ascendeu ao cargo de cônsul em 233 a.C. e nesse cargo expandiu o território romano até a Gália Cisalpina, cuja área conquistada, compreendendo quase toda a região setentrional da Itália, foi denominada Flamínia.
Seu filho Caio Flamínio Nepos, também cônsul em 185, retornou àquela região para estabelecer mais uma colônia, como baluarte de ocupação definitiva da área, denominada Aquileia e fez a distribuição das terras, sendo hipótese histórica que permaneceu onde se localiza a cidade Flumignano,hoje integrada no Município de Talmassons, Província de Údine.

## Publicações e Internet
A Família conta com um livro de 1997 feita por Izidoro Flumignan com uma completa pesquisa genealógica e desde 2000 com um site dedicado a família: http://www.flumignano.com